# Праксейн, Глеб Борисович
Глеб Борисович Праксейн (1919—1967) — советский художник и книжный иллюстратор.

## Биография
Родился 15 июля 1919 года в Москве.
Учился в Институте живописи, скульптуры и архитектуры Всероссийской академии художеств, был членом союза работников искусств (РАБИС) с 1939 года.
Участник Советско-финляндской и Великой Отечественной войн. Воевал на Ленинградском фронте, ефрейтор. После войны продолжил обучение в ИЖСА (1945—1951 годы) в мастерской профессора М. А. Таранова; на «отлично» защитил дипломную работу — серию иллюстраций к роману советского украинского писателя Н. С. Рыбака «Переяславская Рада».
По окончании учёбы, в 1951 году Глеб Праксейн был принят в Союз художников СССР. Работал как художник-акварелист и книжный иллюстратор; сотрудничал со многими крупнейшими издательствами СССР: «Детгиз», «Советский писатель», «Лениздат», «Гослитиздат». Выполнял графические заказы Ленинградского отделения Художественного фонда РСФСР, работал как иллюстратор в журнале «Нева» (1956—1958 годы).
Г. Б. Праксейн — участник ряда выставок, включая Выставку книжной графики (1950—1953), Книжная и станковая графика ленинградских художников (1953—1954), Выставка произведений ленинградских мастеров графики и прикладного искусства (1957), 4-ю ленинградскую выставка книжной графики (1958). Его произведения находятся в Государственном музее искусств Казахстана им. А. Кастеева. В ЦГАЛИ находятся документы, относящиеся к нему.
Умер 13 августа 1967 года в Ленинграде.
Награждён медалями, в числе которых «За оборону Ленинграда», «За отвагу» и «За Победу над Германией в Великой Отечественной войне 1941—1945 гг.».